# Międzynarodowy Bank Inwestycyjny

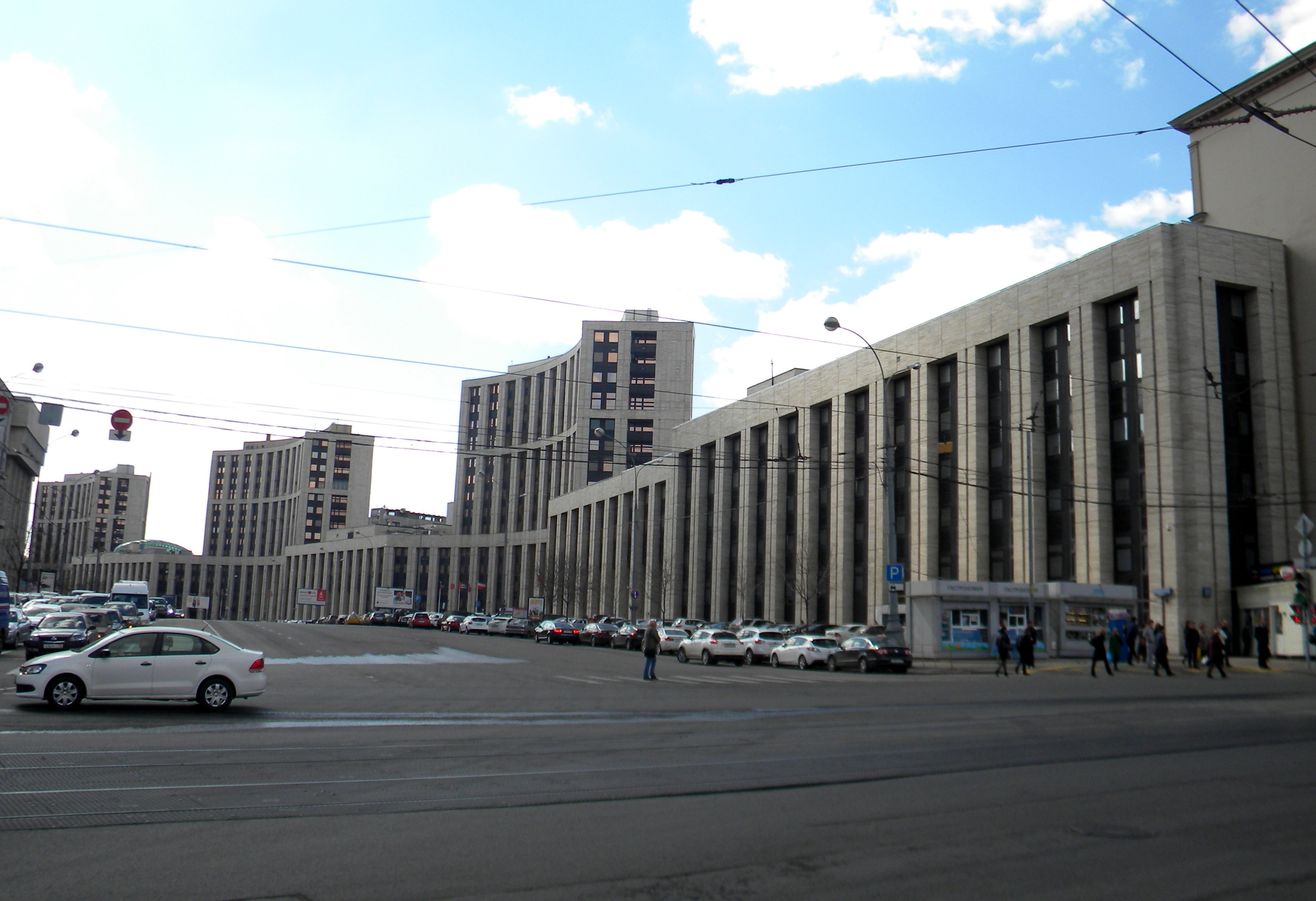
Kompleks budynków na ulicy Maszy Porywajewoj w Moskwie w którym znajduje się siedziba banku (2013)

Międzynarodowy Bank Inwestycyjny, MBI (ros. Международный инвестиционный банк (МИБ), ang. International Investment Bank (IIB)) – bank funkcjonujący jako organizacja międzynarodowa założona przez kraje członkowskie RWPG.
Założony na podstawie umowy podpisanej 10 lipca 1970 w Moskwie. W jej myśl zadaniem banku było udzielanie średnio- i długoterminowych kredytów, przede wszystkim na „przedsięwzięcia pogłębiające socjalistyczny podział pracy, a więc na specjalizację i kooperację produkcji, na rozszerzanie we wspólnym interesie bazy surowcowej i paliwowej oraz na wspólne przedsięwzięcia inwestycyjne”. Udzielał kredytów zarówno w rublach transferowych – umownej walucie istniejącej w formie zapisów na rachunkach w Międzynarodowym Banku Współpracy Gospodarczej (MBWG) – jak i walutach wymienialnych. Po 1991 r. podstawową walutą rozliczeniową banku stały się waluty wymienialne, obecnie jest nią euro. Państwami-założycielami banku były Ludowa Republika Bułgarii, Czechosłowacka Republika Socjalistyczna, Polska Rzeczpospolita Ludowa, Rumuńska Republika Ludowa, Węgierska Republika Ludowa, Związek Socjalistycznych Republik Radzieckich, Niemiecka Republika Demokratyczna, Mongolia, Kuba i Wietnam. Udział w kapitale zakładowym określony został w zależności od udziału poszczególnych państw w obrotach handlowych krajów RWPG. Według takiej formuły Polska została zobowiązana do pokrycia 13% kapitału zakładowego. Wpłaty na kapitał zakładowy dokonywane były w rublach transferowych w ciężar rachunków bieżących w MBWG.
Ok. 2011 r. udziałowcami banku były Bułgaria, Wietnam, Kuba, Rosja, Rumunia, Mongolia, Czechy, Słowacja oraz Węgry. Białoruś miała status obserwatora. Kapitał banku wynosił 2 mld EUR, z czego kapitał opłacony w gotówce 329,61 mln EUR. Aktywa banku wynosił 1,194 mld EUR.
Polska wystąpiła z grona udziałowców banku w 2000 r. 3 listopada 2009 Rada Ministrów wyraziła zgodę na rozpoczęcie prac nad przyłączeniem Międzynarodowego Banku Inwestycyjnego (MBI) do Międzynarodowego Banku Współpracy Gospodarczej (MBWG) stwierdzając iż „istotnym i niezbędnym warunkiem włączenia się w proces przekształcania obu instytucji jest dokładne sprecyzowanie aktualnej sytuacji finansowej obu banków, w tym skali potencjalnych strat MBI. Ostateczna zgoda strony polskiej na połączenie obu banków zostanie podjęta po wypracowaniu modelu działania i opracowaniu struktury nowego banku”. Jak wspomina cytowany komunikat Rady Ministrów, sytuację finansową MBWG „można określić jako względnie dobrą, ponieważ bank unika nadmiernego ryzyka i uzyskuje niewielkie zyski. Gorsze jest położenie MBI, który jest obecnie zagrożony upadkiem”. Ostatecznie do połączenia MBI i MBWG nie doszło.
W 2013 r., po kryzysie bankowym na Cyprze, rząd Rosji podjął rozważania nad wykorzystaniem MBI jako substytutu raju podatkowego. Przesłanką do tego jest posiadanie przez bank statusu organizacji międzynarodowej zarejestrowanej przy ONZ oraz przywileju zwolnienia z wszelkich podatków i ceł. Państwa-założyciele zagwarantowały także immunitet dyplomatyczny pracownikom banku, jak również niezależność MBI od banków centralnych.
W 2015 r. Węgry przywróciły swoje członkostwo w Banku. Od roku 2016 bank zwiększał aktywność w krajach członkowskich i próbował także zawierać transakcje z polskimi podmiotami. W 2019 r. przeniesieno jego siedzibę z Moskwy do Budapesztu.
Bank uważa się za mający powiązania z rosyjskimi służbami specjalnymi. Po rosyjskiej inwazji na Ukrainę w 2022 r. z banku wycofała się większość zagranicznych inwestorów (pod koniec 2022 r. udziałowcami zostały tylko Rosja, Węgry, Kuba, Wietnam i Mongolia).
Po nałożeniu 12 kwietnia 2023 przez USA sankcji na rosyjski Międzynarodowy Bank Inwestycyjny z siedzibą w Budapeszcie (IIB), nazywany często "bankiem szpiegów", rząd Węgier zdecydował o opuszczeniu instytucji. Rosja posiada obecnie ponad 45 proc. udziałów w banku, podczas gdy do państwa węgierskiego, drugiego co do wielkości udziałowca, należy około 25 proc.